# Hunter (chanson de Dido)
Pour les articles homonymes, voir Hunter.
Singles de Dido
Thank You All You Want
Pistes de No Angel
Here with Me Don't Think of Me
Hunter est le troisième extrait de l'album de Dido, No Angel.

## Clip
La vidéo illustrant la chanson a été tournée à Vancouver sous la direction de Matthew Rolston. On y voit Dido poursuivant son double durant une nuit de pleine lune.

## Titres
- Disque 1

1. Hunter (Dido Armstrong, Rollo Armstrong)
2. Take My Hand - brothers in rhythm remix (Dido Armstrong, Richard Dekkard)

- Disque 2

1. Hunter (Dido Armstrong, Rollo Armstrong)
2. Hunter - fk-ek voca mix (Dido Armstrong, Rollo Armstrong)
3. Take My Hand - brothers in rhythm remix (Dido Armstrong, Richard Dekkard)